# Judo aux Jeux du Commonwealth de 2002
Navigation
Édition précédente Édition suivante
Les compétitions de Judo aux Jeux du Commonwealth de 2002 sont la deuxième édition de judo aux Jeux du Commonwealth. Ces compétitions ont lieu du 30 au 1er août 2002 à  Manchester, en Angleterre.

## Podiums
| Épreuves                          | Or                 | Argent            | Bronze            |
| --------------------------------- | ------------------ | ----------------- | ----------------- |
| Moins de 48 kg poids super-légers | Carolyne Lepage    | Clare Lynch       | Fiona Robinson    |
| Moins de 48 kg poids super-légers | Carolyne Lepage    | Clare Lynch       | Alice Livinus     |
| Moins de 52 kg poids mi-légers    | Georgina Singleton | Lisa Bradley      | Karen Cusack      |
| Moins de 52 kg poids mi-légers    | Georgina Singleton | Lisa Bradley      | Angela Raguz      |
| Moins de 57 kg poids légers       | Maria Pekli        | Jenni Brien       | Luce Baillargeon  |
| Moins de 57 kg poids légers       | Maria Pekli        | Jenni Brien       | Sophie Cox        |
| Moins de 63 kg poids mi-moyens    | Karen Roberts      | Sarah Clark       | B.A. Yusuf        |
| Moins de 63 kg poids mi-moyens    | Karen Roberts      | Sarah Clark       | Claire Scourfield |
| Moins de 70 kg poids moyens       | Samantha Lowe      | Catherine Roberge | Amanda Costello   |
| Moins de 70 kg poids moyens       | Samantha Lowe      | Catherine Roberge | Sisilia Nasiga    |
| Moins de 78 kg poids mi-lourds    | Michelle Rogers    | Jo Melen          | Jacynthe Maloney  |
| Moins de 78 kg poids mi-lourds    | Michelle Rogers    | Jo Melen          | C.O. Foguing      |
| Plus de 78 kg poids lourds        | Simone Callender   | Angharad Sweet    | Stephanie Hart    |
| Plus de 78 kg poids lourds        | Simone Callender   | Angharad Sweet    | Eunice Ekeoubi    |

### Hommes
| Épreuves                          | Or                 | Argent                  | Bronze           |
| --------------------------------- | ------------------ | ----------------------- | ---------------- |
| Moins de 60 kg poids super-légers | Craig Fallon       | Akram Shah              | Gary Cole        |
| Moins de 60 kg poids super-légers | Craig Fallon       | Akram Shah              | Daniel Simard    |
| Moins de 66 kg poids mi-légers    | James Warren       | David Somerville        | Timothy Davies   |
| Moins de 66 kg poids mi-légers    | James Warren       | David Somerville        | Bhupinder Singh  |
| Moins de 73 kg poids légers       | Tom Hill           | Christos Christodulides | Lee McGrorty     |
| Moins de 73 kg poids légers       | Tom Hill           | Christos Christodulides | J-F Marceau      |
| Moins de 81 kg poids mi-moyens    | Graeme Randall     | Thomas Cousins          | Luke Preston     |
| Moins de 81 kg poids mi-moyens    | Graeme Randall     | Thomas Cousins          | Tim Slyfield     |
| Moins de 90 kg poids moyens       | Winston Gordon     | Keith Morgan            | Steven Vidler    |
| Moins de 90 kg poids moyens       | Winston Gordon     | Keith Morgan            | Rostand Melaping |
| Moins de 100 kg poids mi-lourds   | Nicolas Gill       | Sam Delahay             | Antonio Felicite |
| Moins de 100 kg poids mi-lourds   | Nicolas Gill       | Sam Delahay             | Martin Kelly     |
| Plus de 100 kg poids lourds       | Nacanieli Qerewaqa | Daniel Sargent          | Daniel Rusitovic |
| Plus de 100 kg poids lourds       | Nacanieli Qerewaqa | Daniel Sargent          | Emeka Onyemachi  |

## Sources
- (en) glasgow 2014 - Judo